# Batrage
Batrage (cyr. Батраге) – wieś w Serbii, w okręgu raskim, w gminie Tutin. W 2011 roku liczyła 71 mieszkańców.